# Slavko Luštica
Slavko Luštica (Kumbor, 11 gennaio 1923 – Spalato, 4 luglio 1992) è stato un calciatore e allenatore di calcio jugoslavo, di ruolo centrocampista.
Il 13 febbraio 2019, in onore del 108º anniversario dell'Hajduk Spalato, è stata creata una vetrina in suo onore nella sala trofei del club.

## Carriera

### Giocatore

#### Club
Esordì nei Bili il 9 marzo 1941 nella partita di campionato contro il Concordia di Zagabria. In quella stessa stagione, vincendo il campionato della Banovina di Croazia, sollevò il suo primo titolo.
Nel dopoguerra vinse da giocatore tre campionati jugoslavi. 
Con 634 presenze totali è il terzo giocatore per presenze nel club spalatino, dietro a Frane Matošić e Ivan Hlevnjak.

#### Nazionale
Il suo debutto con la nazionale jugoslava risale al 23 agosto 1951 nella partita amichevole contro la Norvegia giocatasi a Oslo. La sua ultima partita con la nazionale risale al 2 novembre 1952 contro l'Egitto a Belgrado.
Indossò la maglia della nazionale per un totale di tre partite.

### Allenatore
Da allenatore vinse un campionato jugoslavo nella stagione 1970-71 alla guida dell'Hajduk Spalato.
Raggiunse l'apice della carriera nel 1978 quando fu nominato ct della nazionale jugoslava.

## Statistiche

### Cronologia presenze e reti in nazionale
| Cronologia completa delle presenze e delle reti in nazionale ― Jugoslavia | Cronologia completa delle presenze e delle reti in nazionale ― Jugoslavia | Cronologia completa delle presenze e delle reti in nazionale ― Jugoslavia | Cronologia completa delle presenze e delle reti in nazionale ― Jugoslavia | Cronologia completa delle presenze e delle reti in nazionale ― Jugoslavia | Cronologia completa delle presenze e delle reti in nazionale ― Jugoslavia | Cronologia completa delle presenze e delle reti in nazionale ― Jugoslavia | Cronologia completa delle presenze e delle reti in nazionale ― Jugoslavia |
| Data                                                                      | Città                                                                     | In casa                                                                   | Risultato                                                                 | Ospiti                                                                    | Competizione                                                              | Reti                                                                      | Note                                                                      |
| ------------------------------------------------------------------------- | ------------------------------------------------------------------------- | ------------------------------------------------------------------------- | ------------------------------------------------------------------------- | ------------------------------------------------------------------------- | ------------------------------------------------------------------------- | ------------------------------------------------------------------------- | ------------------------------------------------------------------------- |
| 23-8-1951                                                                 | Oslo                                                                      | Norvegia                                                                  | 2 – 4                                                                     | Jugoslavia                                                                | Amichevole                                                                | -                                                                         |                                                                           |
| 25-6-1952                                                                 | Zagabria                                                                  | Jugoslavia                                                                | 4 – 1                                                                     | Norvegia                                                                  | Amichevole                                                                | -                                                                         |                                                                           |
| 2-11-1952                                                                 | Belgrado                                                                  | Jugoslavia                                                                | 5 – 0                                                                     | Egitto                                                                    | Amichevole                                                                | -                                                                         |                                                                           |
| Totale                                                                    |                                                                           | Presenze                                                                  | 3                                                                         |                                                                           | Reti                                                                      | 0                                                                         |                                                                           |

## Palmarès

### Giocatore

#### Club
- Campionato croato: 1

Hajduk Spalato: 1940-1941
- Campionato jugoslavo: 3

Hajduk Spalato: 1950, 1952, 1955

#### Nazionale
- Argento olimpico: 1

Helsinki 1952

### Allenatore
- Campionato jugoslavo: 1

Hajduk Spalato: 1971